# Назарет (Бельгия)
Назарет (нидерл. Nazareth) — бельгийская коммуна, расположенная во Фламандском регионе (провинция Восточная Фландрия). В 13 км к юго-западу от Гента, в 33 км к юго-востоку от Брюгге. Население — 11 252 чел. (1 января 2011). Площадь — 35,19 км2. Ближайшие автодороги — A14/E 17.
Впервые название коммуны Назарет появилось в 1259 году. По одной из версий она названа по библейскому городу Назарет. По другой — название восходит к неправильному написанию слова magherhet (засушливая пустошь).